# Lutjanus

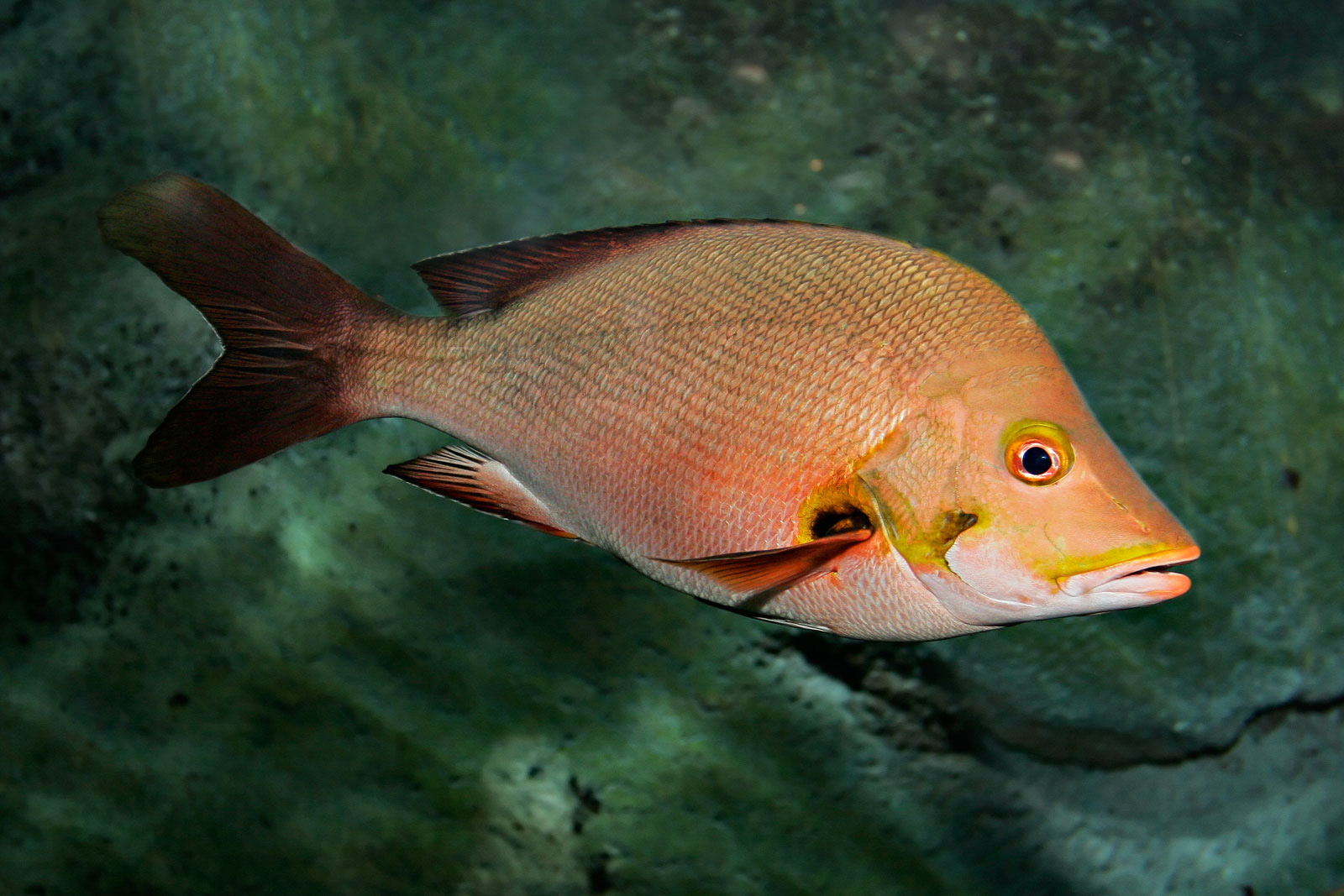
Lutjanus gibbus

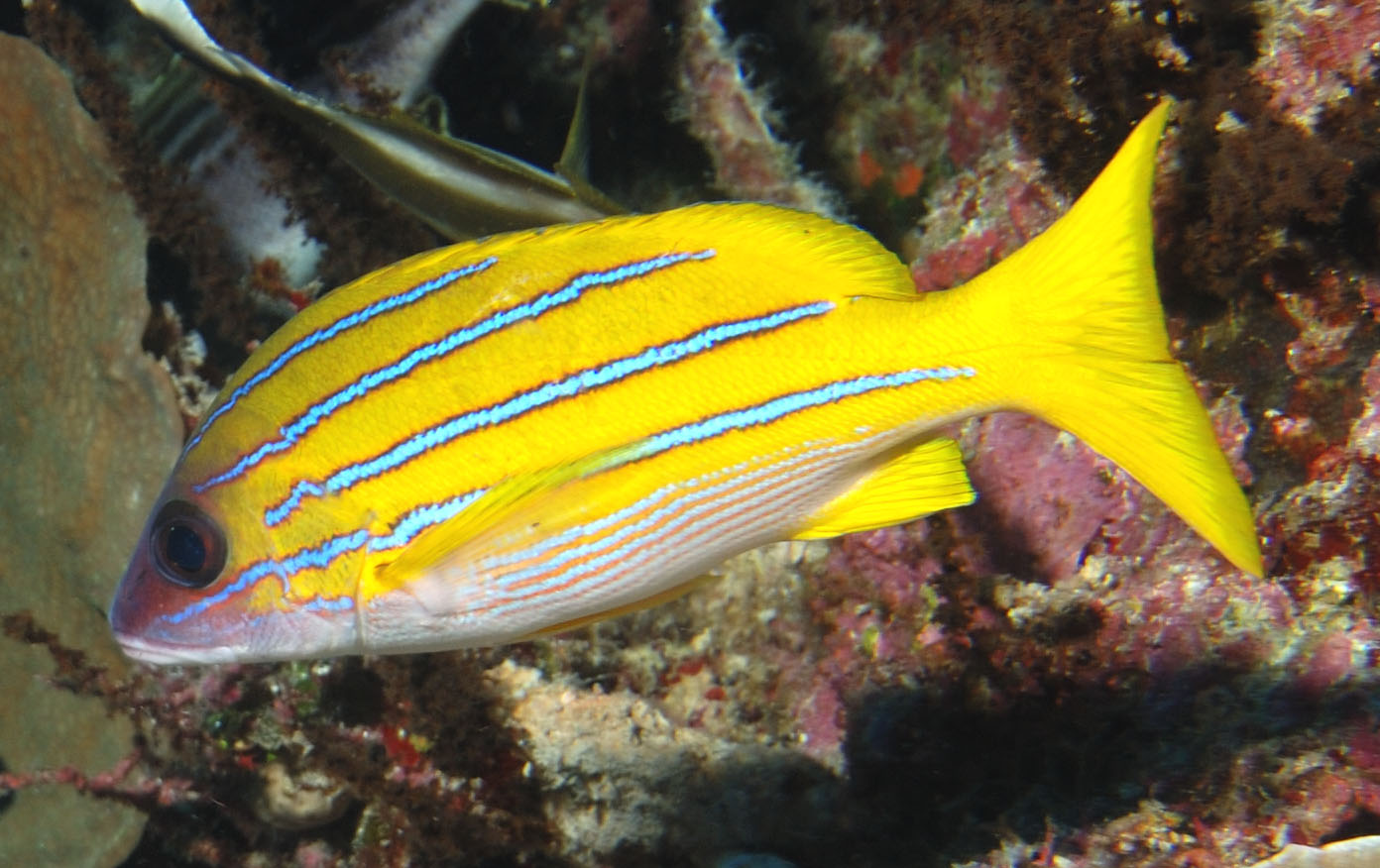
Lutjanus kasmira

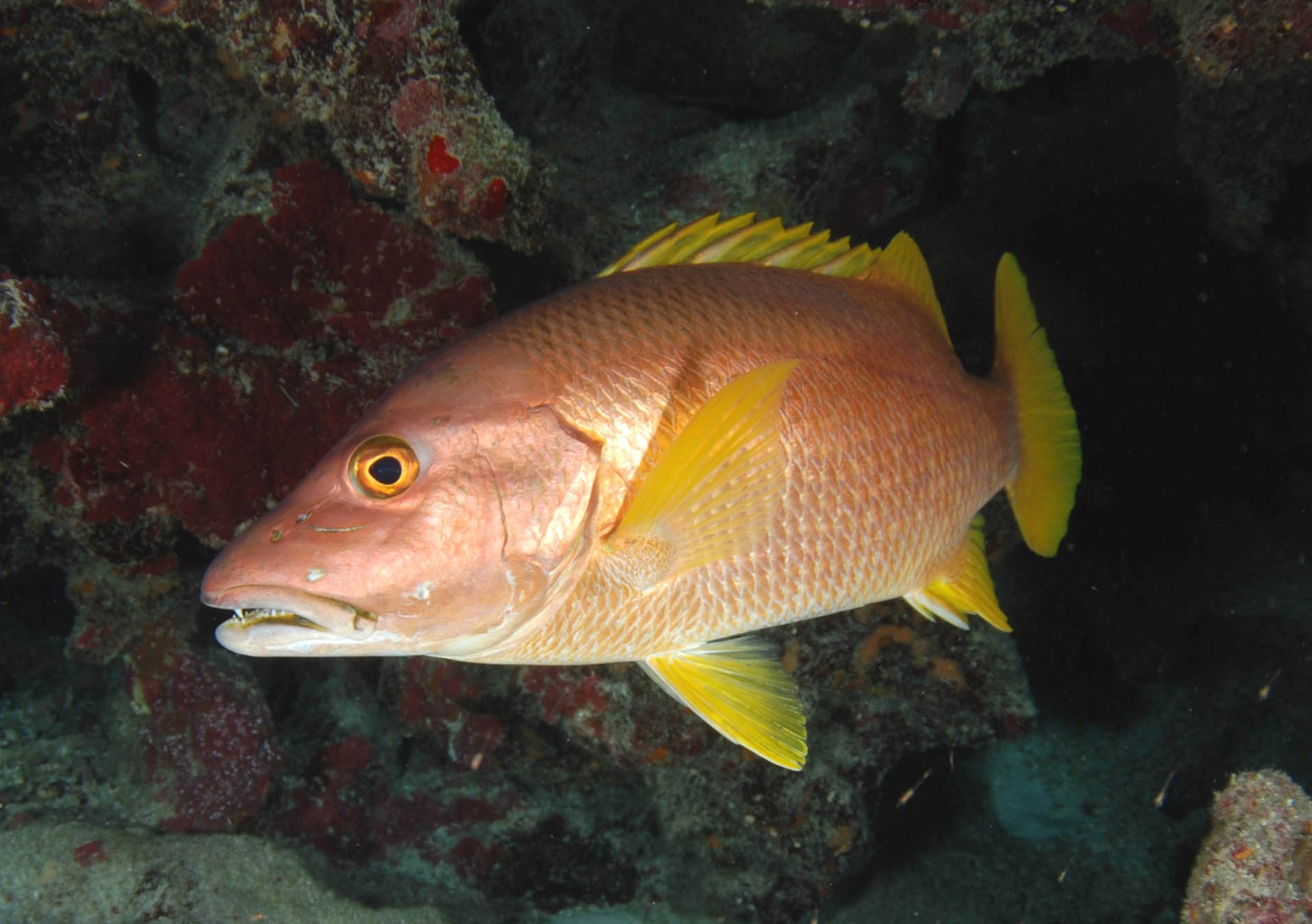
Lutjanus apodus

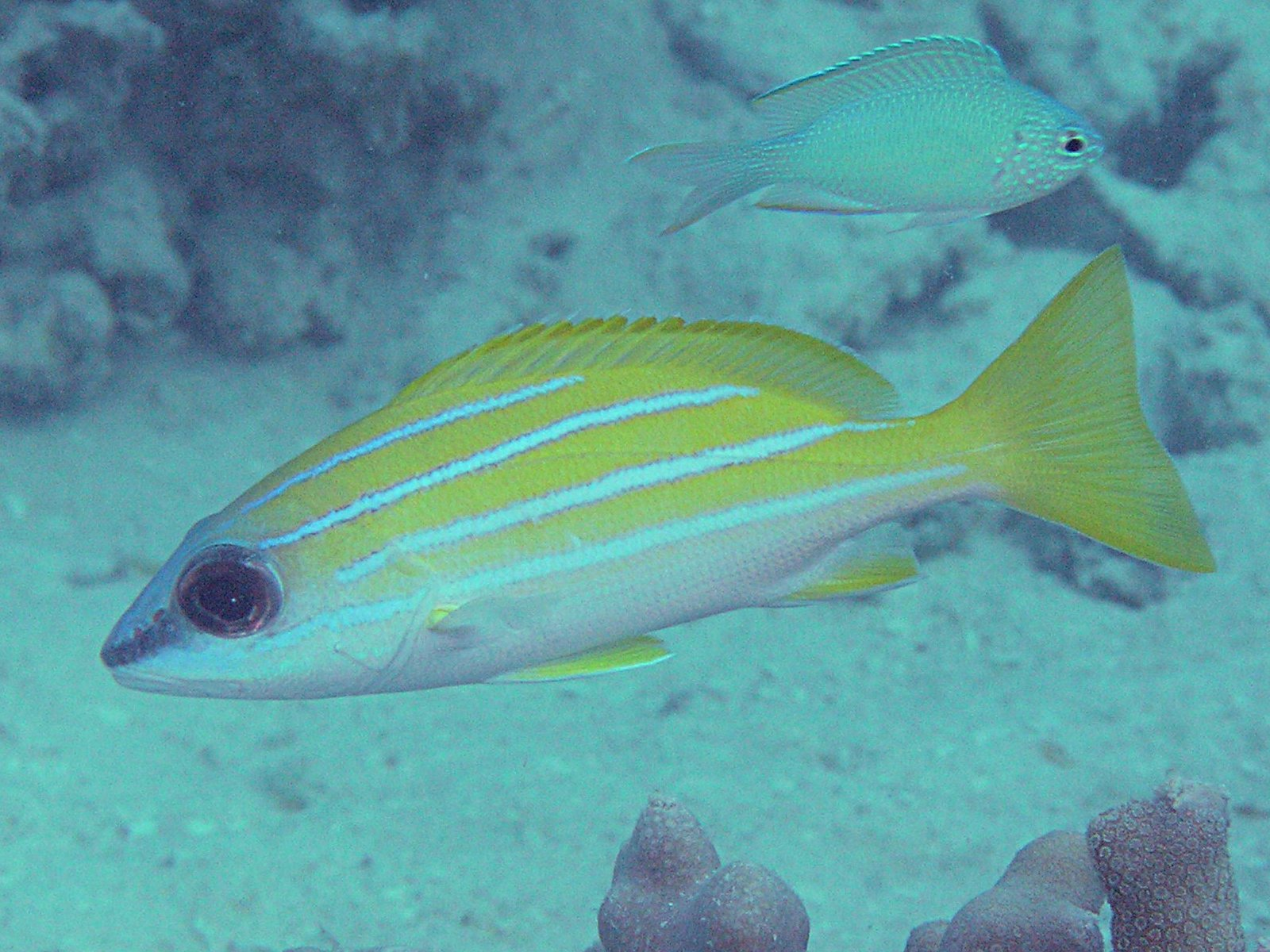
Lutjanus bengalensis

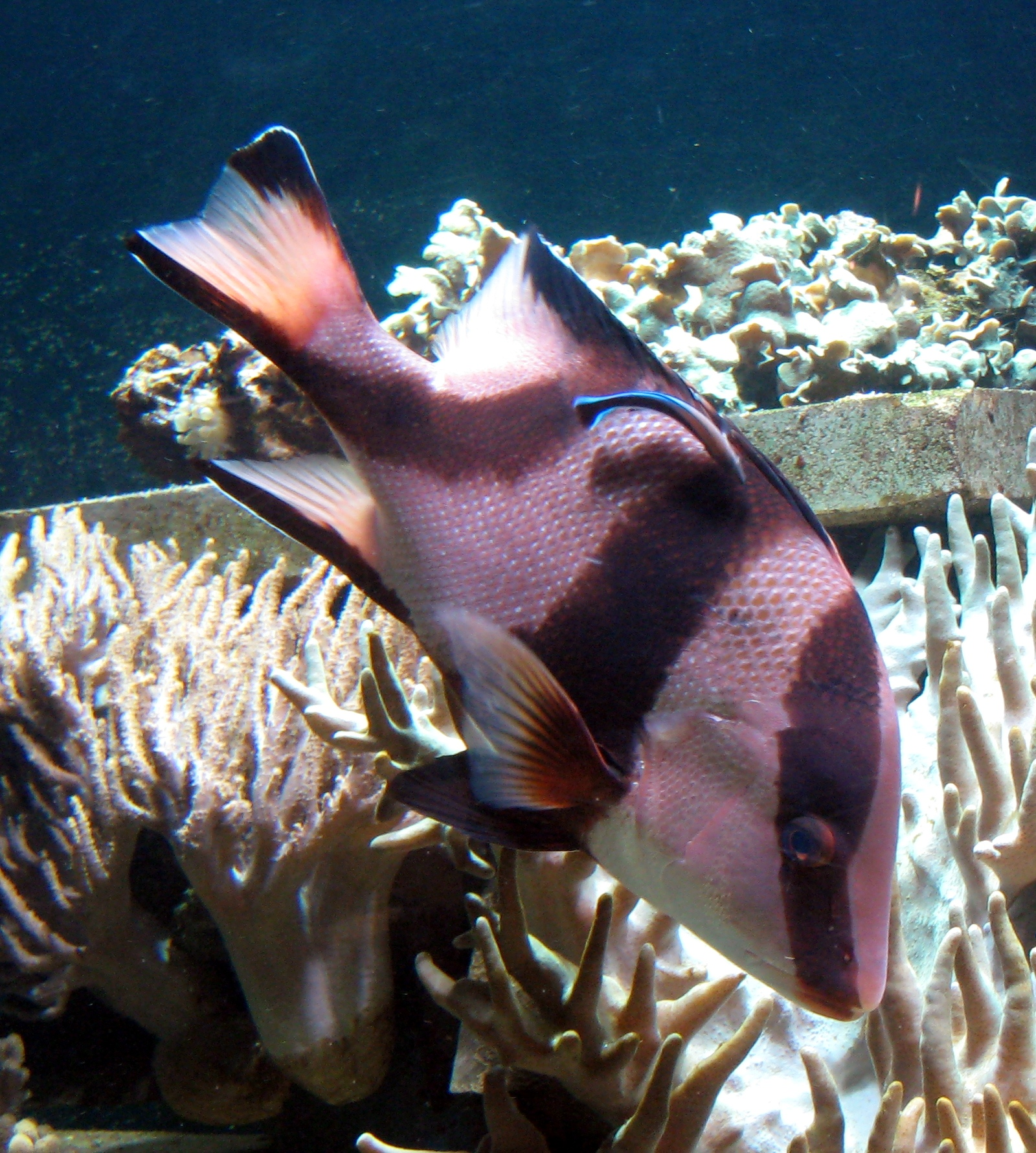
Lutjanus sebae

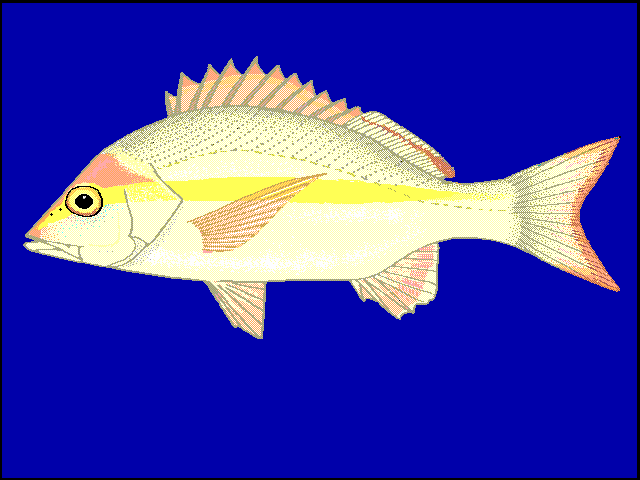
Lutjanus adetii

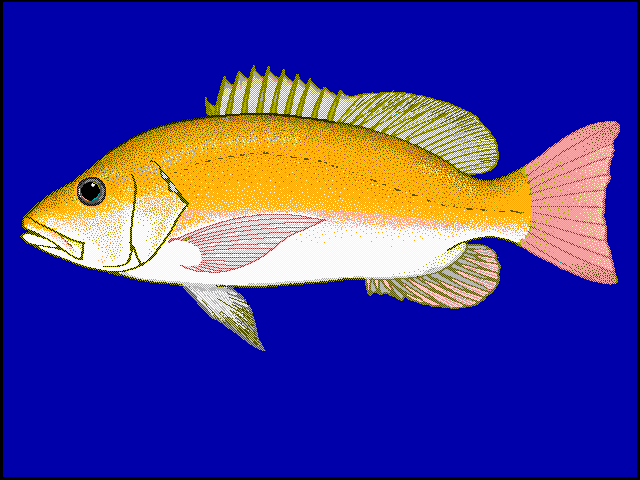
Lutjanus agennes

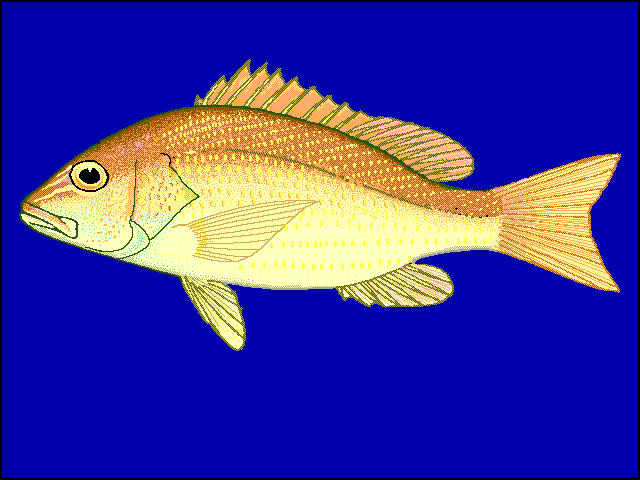
Lutjanus ambiguus

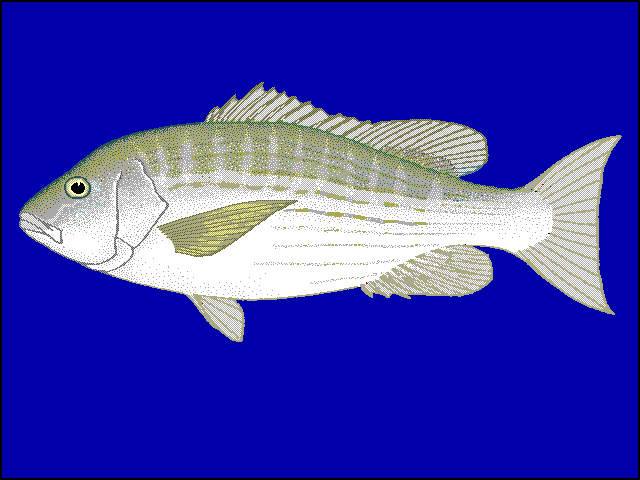
Lutjanus aratus

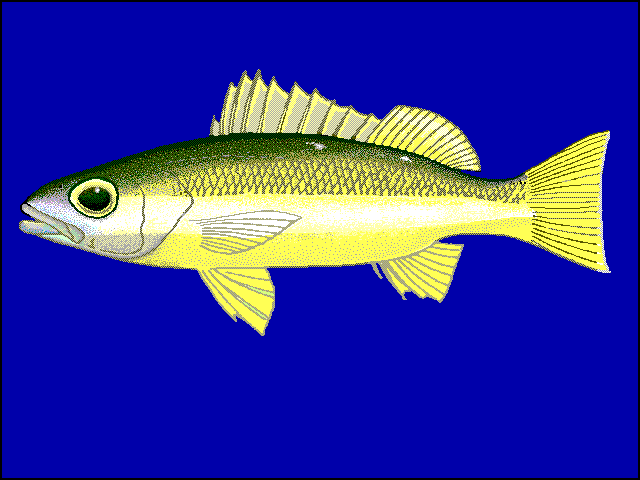
Lutjanus biguttatus

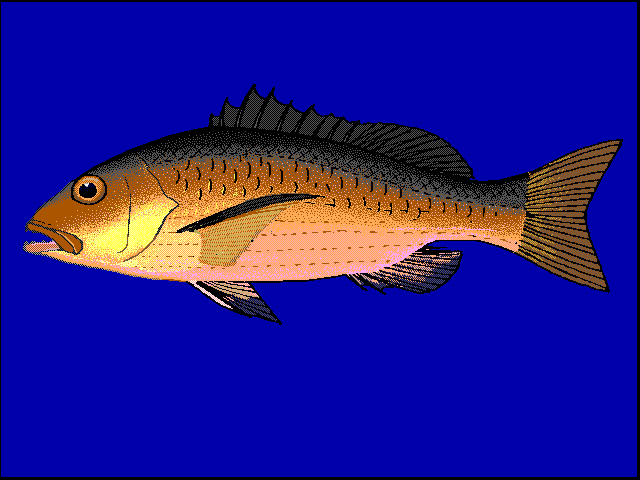
Lutjanus bohar

Lutjanus és un gènere de peixos de la família dels lutjànids i de l'ordre dels perciformes.

## Taxonomia
- Lutjanus adetii (Castelnau, 1873)[2]
- Lutjanus agennes (Bleeker, 1863)[3]
- Lutjanus alexandrei (Moura & Lindeman, 2007)[4]
- Lutjanus ambiguus (Poey, 1860)[5]
- Peix emperador crioll (Lutjanus analis) (Cuvier, 1828)[6]
- Lutjanus apodus (Walbaum, 1792)[7]
- Lutjanus aratus (Günther, 1864)[8]
- Lutjanus argentimaculatus (Forsskål, 1775)[9]
- Lutjanus argentiventris (Peters, 1869)[10]
- Lutjanus bengalensis (Bloch, 1790)[11]
- Lutjanus biguttatus (Valenciennes, 1830)[12]
- Lutjanus bitaeniatus (Valenciennes, 1830)[13]
- Lutjanus bohar (Forsskål, 1775)[14]
- Lutjanus boutton (Lacépède, 1802)[15]
- Lutjanus buccanella (Cuvier, 1828)[6]
- Lutjanus campechanus (Poey, 1860)[16]
- Lutjanus carponotatus (Richardson, 1842)[17]
- Lutjanus coeruleolineatus (Rüppell, 1838)[18]
- Lutjanus colorado (Jordan & Gilbert, 1882)[19]
- Peix emperador cubera (Lutjanus cyanopterus) (Cuvier, 1828)[20]
- Lutjanus decussatus (Cuvier, 1828)[20]
- Lutjanus dentatus (Duméril, 1861)[21]
- Lutjanus dodecacanthoides (Bleeker, 1854)[22]
- Lutjanus ehrenbergii (Peters, 1869)[10]
- Lutjanus endecacanthus (Bleeker, 1863)[3]
- Lutjanus erythropterus (Bloch, 1790)
- Lutjanus fulgens (Valenciennes, 1830)
- Lutjanus fulviflamma (Forsskål, 1775)
- Lutjanus fulvus (Forster, 1801)
- Lutjanus fuscescens (Valenciennes, 1830)
- Peix emperador geperut (Lutjanus gibbus) (Forsskål, 1775)
- Lutjanus goldiei (Macleay, 1882)
- Lutjanus goreensis (Valenciennes, 1830)
- Peix emperador gris (Lutjanus griseus) (Linnaeus, 1758)
- Lutjanus guilcheri (Fourmanoir, 1959)
- Lutjanus guttatus (Steindachner, 1869)
- Lutjanus inermis (Peters, 1869)
- Peix emperador jocú (Lutjanus jocu) (Bloch & Schneider, 1801)
- Lutjanus johnii (Bloch, 1792)
- Lutjanus jordani (Gilbert, 1898)
- Peix emperador de ratlles blaves (Lutjanus kasmira) (Forsskål, 1775)
- Lutjanus lemniscatus (Valenciennes, 1828)
- Lutjanus lunulatus (Park, 1797)
- Lutjanus lutjanus (Bloch, 1790)
- Lutjanus madras (Valenciennes, 1831)
- Lutjanus mahogoni (Cuvier, 1828)
- Lutjanus malabaricus (Bloch & Schneider, 1801)
- Lutjanus maxweberi (Popta, 1921)
- Lutjanus mizenkoi (Allen & Talbot, 1985)
- Lutjanus monostigma (Cuvier, 1828)
- Lutjanus notatus (Cuvier, 1828)
- Lutjanus novemfasciatus (Gill, 1862)
- Lutjanus ophuysenii (Bleeker, 1860)
- Lutjanus peru (Nichols & Murphy, 1922)
- Lutjanus purpureus (Poey, 1876)
- Lutjanus quinquelineatus (Bloch, 1790)
- Lutjanus rivulatus (Cuvier, 1828)
- Lutjanus rufolineatus (Valenciennes, 1830)
- Lutjanus russellii (Bleeker, 1849)
- Lutjanus sanguineus (Cuvier, 1828)
- Lutjanus sebae (Cuvier, 1816)
- Lutjanus semicinctus (Quoy & Gaimard, 1824)
- Lutjanus stellatus (Akazaki, 1983)
- Lutjanus synagris (Linnaeus, 1758)
- Lutjanus timorensis (Quoy & Gaimard, 1824)
- Lutjanus viridis (Valenciennes, 1846)
- Lutjanus vitta (Quoy & Gaimard, 1824)
- Lutjanus vivanus (Cuvier, 1828)[23][24][25][26][27][28][29][30]